# Lisbeth Bech-Nielsen
Lisbeth Bech-Nielsen (født Lisbeth Bech Poulsen 1. december 1982 i Sønderborg) er en dansk politiker, der har været medlem af Folketinget siden 2011, hvor hun er valgt ind for SF. Hun var opstillet i Aalborg Østkredsen og valgt i Nordjyllands Storkreds indtil 2020. I 2020 skiftede hun til at være opstillet i Københavns Storkreds som hun blev i ved folketingsvalget i 2022. Lisbeth Bech-Nielsen er ordfører for finans, erhverv samt IT.
Lisbeth Bech-Nielsen har skrevet en bog, der hedder ”Oprør for fremtiden - manifest for frihed og fællesskab midt i en techtid” (under fødenavnet Lisbeth Bech Poulsen). Bogen udkom sommer 2018 og er udgivet af Gyldendal.

## Baggrund
Lisbeth Bech-Nielsen blev i 2019 gift med journalist og redaktør Peter Christian Bech-Nielsen. I januar 2020 fik parret en datter og Lisbeth skiftede i den forbindelse efternavn fra Bech Poulsen til Bech-Nielsen.

## Karriere
Efter studentereksamen fra Sønderborg Statsskole i 2001 startede hun på Aalborg Universitet, hvor hun fra 2003 til 2006 læste en bachelorgrad i Politik & Administration. Efterfølgende læste hun en cand.soc. i udvikling og internationale forhold fra 2006 til 2009. Hun har desuden fra 2006 til 2007 været næstformand for Studentersamfundet ved Aalborg Universitet.
Hun har tidligere arbejdet med iværksætteri ved SEA - Supporting Entrepreneurship at Aalborg University i Aalborg. Fra 2008 til 2011 var hun formand for partiforeningen SF Aalborg. Hun blev ved folketingsvalget i 2011 indvalgt i Folketinget med 1.334 personlige stemmer.
Efter regeringsomdannelsen i december 2013 afløste Lisbeth Bech-Nielsen Jonas Dahl som partiets politiske ordfører.
Efter SF-ledelsens beslutning om at stemme ja til at sælge 19% af DONGs aktier til Goldman Sachs, valgte Lisbeth Bech-Nielsen at forlade sin position som SF's politiske ordfører i januar 2014.
Ved valget i 2015 blev Lisbeth Bech-Nielsen genvalgt til Folketinget med 1.652 personlige stemmer. Hun var retsordfører fra valget i 2015 og frem til sommeren 2017. Hun har været IT-ordfører fra 2016 og finansordfører, skatteordfører og erhvervsordfører fra 2015 og frem til nu.
Ved valget i 2019 blev Lisbeth Bech-Nielsen genvalgt til Folketinget med 2.645 personlige stemmer. 